# Gabriel Paletta
 Der er for få eller ingen kildehenvisninger i denne artikel, hvilket er et problem. Du kan hjælpe ved at angive troværdige kilder til de påstande, som fremføres i artiklen.

Gabriel Alejandro Paletta (født 15. februar 1986 i Buenos Aires, Argentina) er en argentinsk/italiensk fodboldspiller, der spiller som midterforsvarer i den kinesiske Super League-klub Jiangsu Suning. Han har spillet for klubben siden 2018. Tidligere har han optrådt for de argentinske klubber Banfield og Boca Juniors, for Liverpool F.C. i England samt for Parma, AC Milan og Atalanta i Italien..
Med Boca Juniors vandt Paletta i 2008 det argentinske mesterskab og Recopa Sudamericana.

## Landshold
Paletta er født argentiner men valgte efter mange år i italiensk fodbold at repræsentere det italienske landshold. Han står (pr marts 2018) noteret for tre kampe for holdet.

## Titler
Primera División de Argentina
- 2008 (Apertura) med Boca Juniors

Recopa Sudamericana
- 2008 med Boca Juniors

U-20 VM
- 2005 med Argentina